# Cyril Clowes
Cyril Albert Clowes, CBE, DSO, MC (11 de março de 1892 - 19 de maio de 1968) foi um tenente-general do Exército Australiano. Ele obteve a primeira vitória em terra contra os japoneses na Segunda Guerra Mundial, na Batalha da Baía Milne, na Nova Guiné. Como muitos outros oficiais superiores envolvidos na campanha da Papua, ele foi então transferido para um posto menos importante pelo general Sir Thomas Blamey. Pelos seus serviços, foi feito Comandante da Ordem do Império Britânico e condecorado com diversas medalhas, entre as quais a Ordem de Serviços Distintos.